# Agelena zorica
Agelena zorica är en spindelart som beskrevs av Embrik Strand 1913. Agelena zorica ingår i släktet Agelena och familjen trattspindlar. Inga underarter finns listade i Catalogue of Life.